# Municipio Francisco de Miranda (Táchira)
Francisco de Miranda es uno de los 29 municipios del Estado Táchira, en Venezuela, se ubica en el noroeste de este estado venezolano, cuya capital es San José de Bolívar, zona agrícola por excelencia y de Ganadería de altura. De este municipio nace el Acueducto Regional del Táchira, cuyo principal afluente es el Río Bobo.

## Historia
El 19 de febrero del año 1995 deja de ser parroquia San José de Bolívar del municipio Jáuregui y pasa a ser municipio Francisco de Miranda.

## Geografía
- Altitud promedio: 2550 m s. n. m., máxima 3912 m s. n. m., mínima 1200 m s. n. m.

- Superficie: 262 km²

- Clima: predomina el Tropical de bosque

- Temperatura: oscilan entre 17 a 24 °C a lo largo del año en la zona baja y 0° a 12° en los Páramos.°C

visita para un pronóstico del tiempo http://www.meteored.com.ve/tiempo-en_San+Jose+de+Bolivar-America+Sur-Venezuela-Tachira--1-23368.html
- Precipitación Media Anual (mm.):

Municipio: 1100 – 1800mm
Capital de Municipio: 1.361mm
- Vegetación: predomina el Bosque Pluvial Montano

- Relieve: Accidentado en pendientes entre 35 y 65% los paisajes son las características de la zona de alta montaña de la Cordillera de los Andes sus espacios geográficos se extienden entre las cuencas de los Ríos Uribante y Bobo.

### Límites
- Al norte: Municipio Jáuregui
- Al este: Municipio Uribante
- Al sur: Municipio Sucre
- Al oeste: Municipio Sucre

### Datos básicos

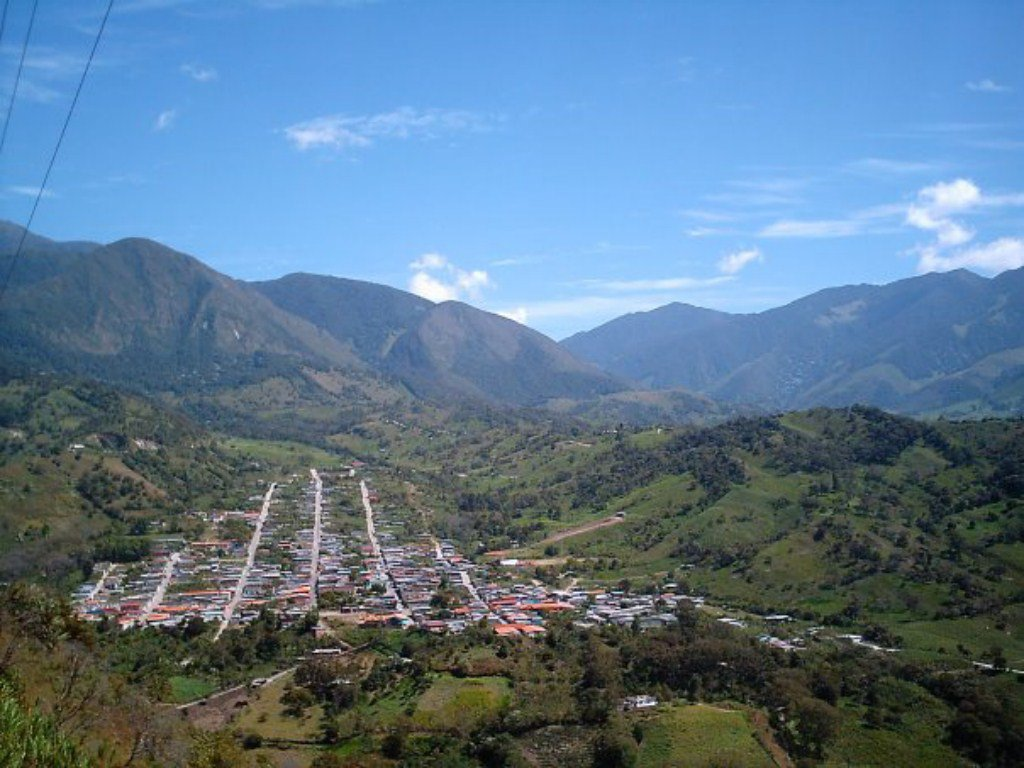
Vista panorámica de San José de Bolívar.

- Capital: San José de Bolívar. Pueblo fundado el 15 de febrero de 1883 por Ramón de Jesús Pulido, en lo que se conoce en la historia como segunda fundación.
- Fundación: Creado según la nueva Ley de División Político Territorial de 1.990, en homenaje al prócer de la Independencia Francisco de Miranda.
- Población: 3853 habitantes, según proyección de la OCEI año 2000; 4127 habitantes según INE 2011.

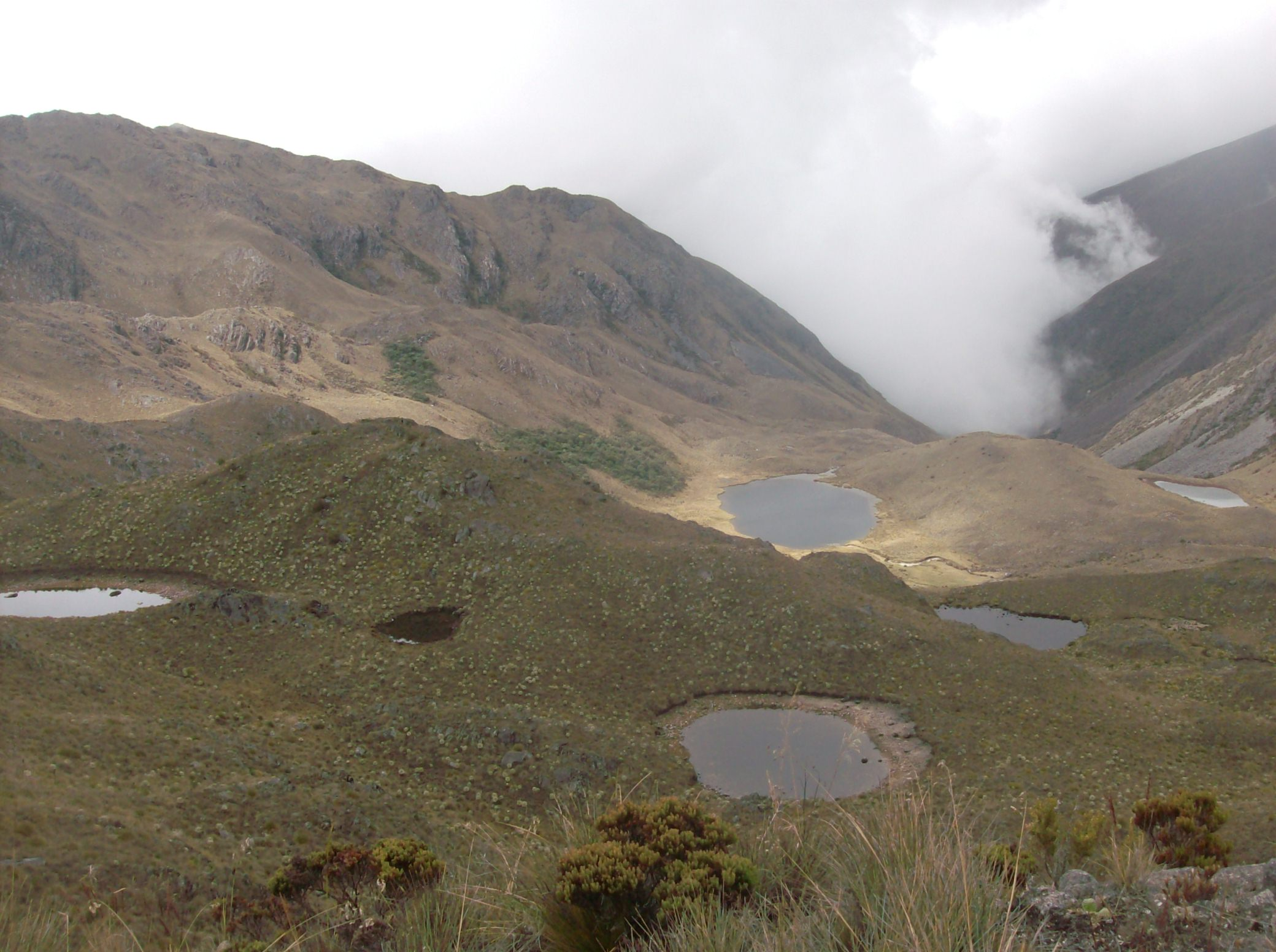
Hoyada Río Bobo; Páramo La Cimarronera.

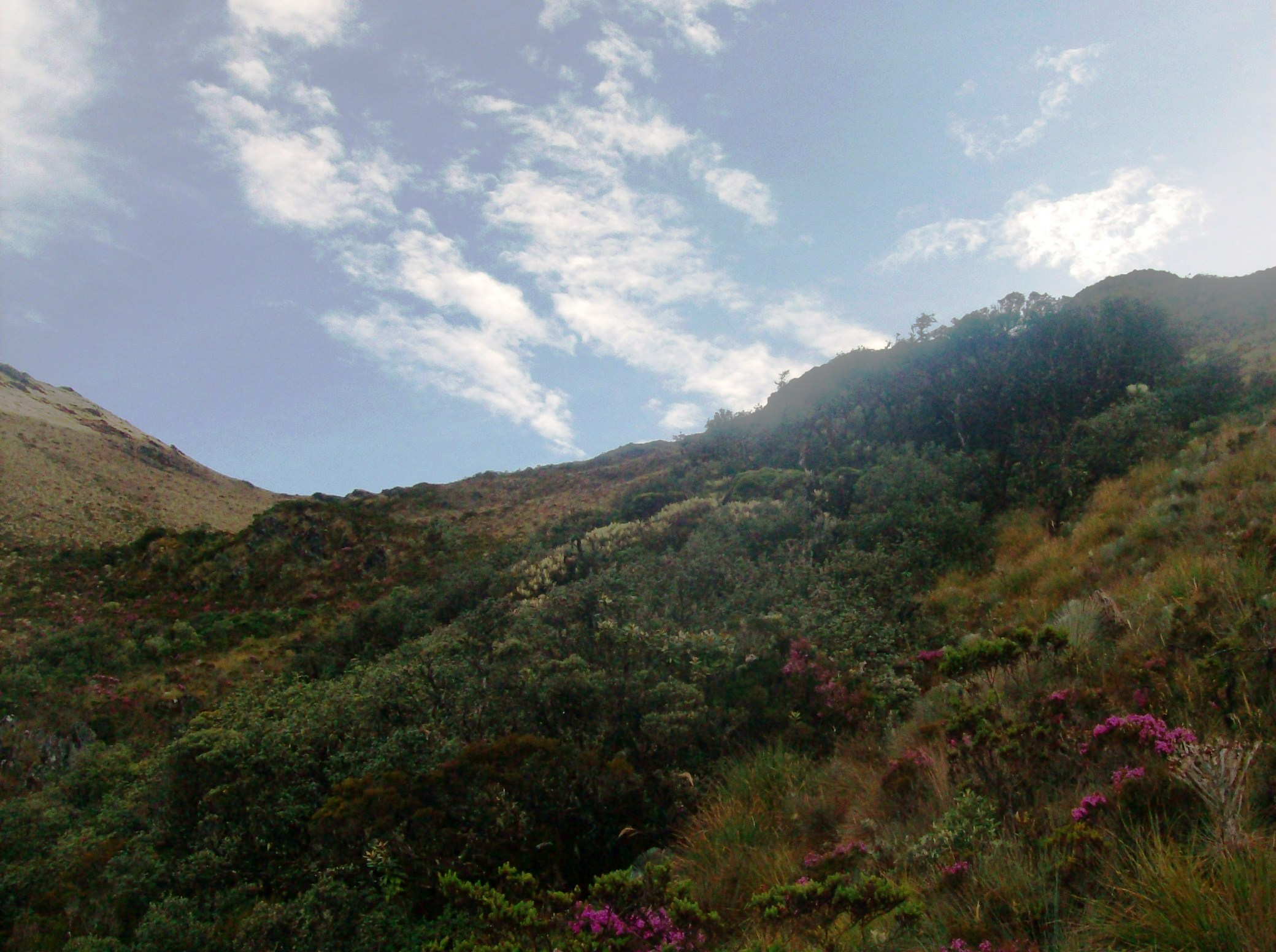
Vegetación Paramera; por encima de los 3.000msnm

### Sierra La Cimarronera
En los páramos de más de 3.000 msnm al norte y noreste se encuentra La Serranías y las cuchillas donde se ubican los picos de la Cimarronera y dan lugar a nacimientos de numerosas quebradas y ríos que forman una minicuenca cuyo receptor principal es el río Bobo. Posee alturas notables en su primera parte, contribuyendo con algunas elevaciones superiores a los 3.500metros a formar el macizo central tachirense.
- Púlpito(3912 msnm): el más alto de la geografía tachirense y de la región Suroeste de Venezuela.
- Punto más alto de carretera: Cortada de Sumusica 3135 m.s.n.m

### Hidrografía

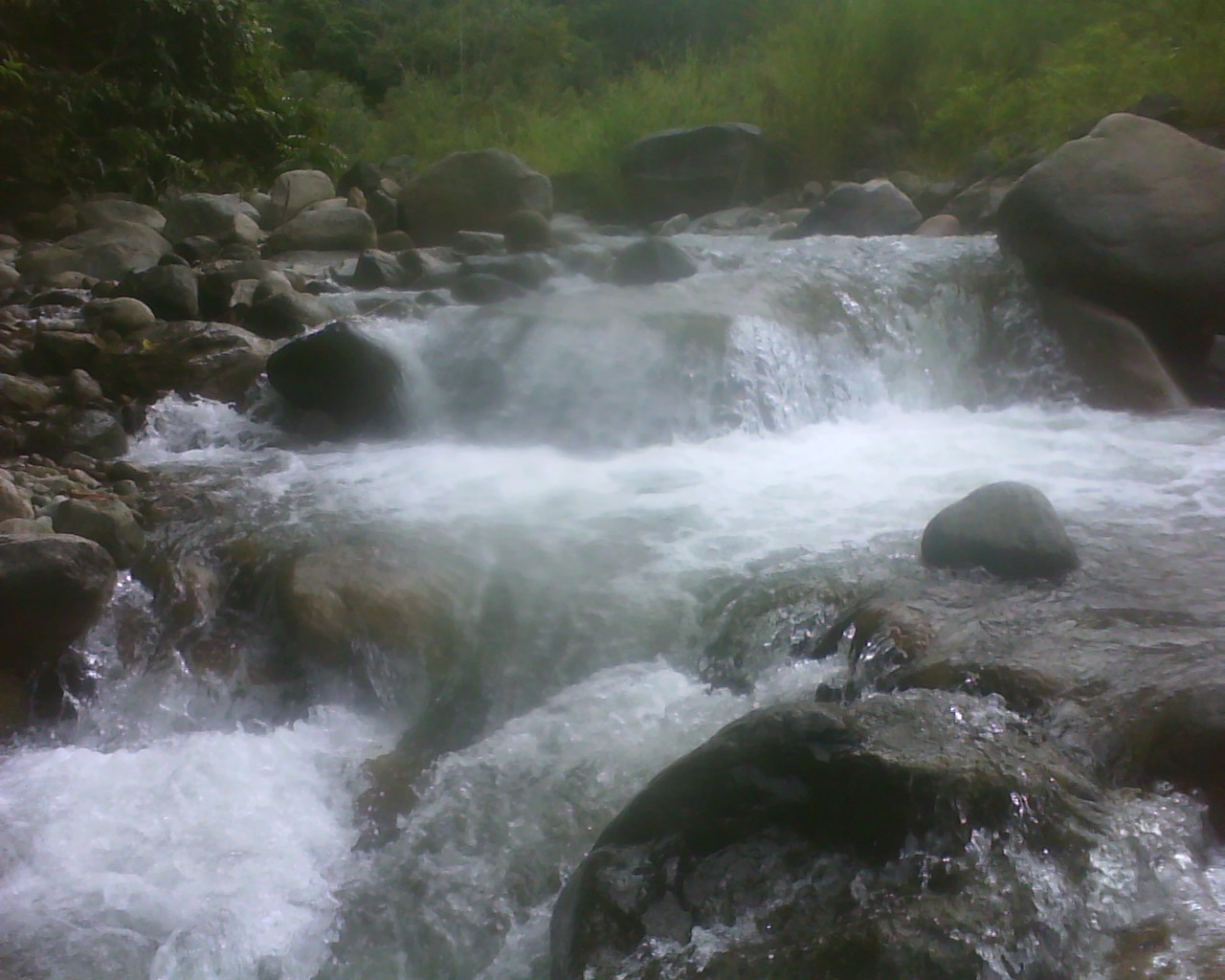
Río Bobo; principal afluente del Acueducto Regional del Táchira

Río Bobo, río San Antonio y río Azul.
La mayoría de las aguas del municipio Francisco de Miranda nacen en el páramo la Cimarronera y páramo de Caricuena.

#### Ríos
- - Quebradas: Agua linda, La Caña panelera. La Paujilera, Los Indios, La Honda, La Ciénaga, Leteo, Quebrada grande, La locha, La Colorada, Los pinos, caricuena, Las Mesita, La Guacamaya, Los Osos, Recostón, Los Pozuelos entre otras.

- - Lagunas periglaciales por encima de 2300 m s. n. m.. Entre ellas: Laguna río Bobo, Laguna La Piedra, Laguna Las Américas, Laguna Los Patos, Laguna El Feto, Laguna El Fantasma, Laguna El Ocho, Laguna Cara de Gato, Laguna del Corazón, Laguna La Pulideña, Laguna El Oso, Laguna de Los Márquez, Laguna de Simusica, entre otras.Laguna Piedra Lucero

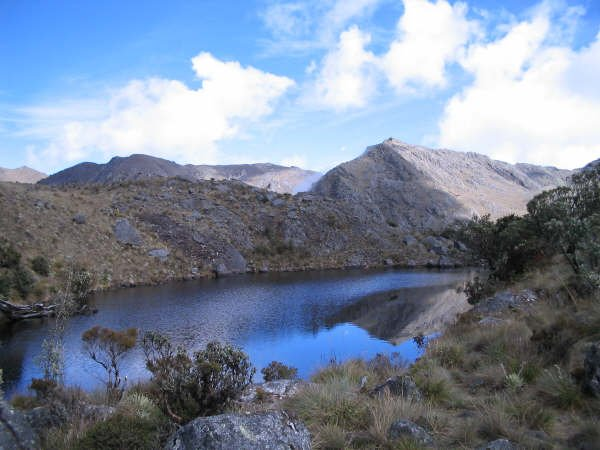
Laguna Piedra Lucero

### Parroquias
El municipio Francisco de Miranda cuenta con una (01) parroquia denominada San José de Bolívar.
| Parroquia                      | Superficie | Población  | Densidad       | Capital             |
| ------------------------------ | ---------- | ---------- | -------------- | ------------------- |
| 1.) San José de Bolívar        | km²        | hab.       | hab./km²       | San José de Bolívar |
| Municipio Francisco de Miranda | 262 km²    | 4.127 hab. | 15,75 hab./km² | San José de Bolívar |

El Municipio Francisco de Miranda está dividido en 4 Aldeas, cada una de ellas con sus respectivos caseríos. La Aldea Los Paujiles con una superficie de 62,17 km cuadrados y los Caseríos Los Ranchos y Mesa Grande. La Aldea La Colorada con una superficie de 49,58 km cuadrados y los Caseríos La Costa, Mesa de Guerrero, El Sinaral y Quebrada Grande. La Aldea Mesa de San Antonio con una superficie de 21,96 km cuadrados y los Caseríos Caricuena, San Rafael y San Isidro y la Aldea de Río Azul con una superficie de 126,93 km cuadrados y los Caseríos Guardijo, Colombia, Los Pozuelos y La Cuchilla.

### Centros poblados
El municipio Francisco de Miranda está dividido en cuatro localidades, denominadas:
| Localidad           | Superficie | Población |
| ------------------- | ---------- | --------- |
| Los Paujiles        | 62,17 km²  | hab.456   |
| La Colorada         | 49,58 km²  | hab.323   |
| Mesa de San Antonio | 21,96 km²  | hab.      |
| Río Azul            | km²126,93  | hab.49    |

## Economía
Su principal actividad económica lo constituye la agricultura y la ganadería de altura, además de desarrollarse la truchicultura.

## Transporte
Para trasladarse al municipio puede tomarse el Expreso San José y la Línea de Taxis Virgen del Rosario, en el Terminal de Pasajero Genaro Méndez en la ciudad de San Cristóbal.
La distancia desde San Cristóbal es de 87 km y el tiempo estimado en recorrerlo es de alrededor de 2.30 h

## Símbolos

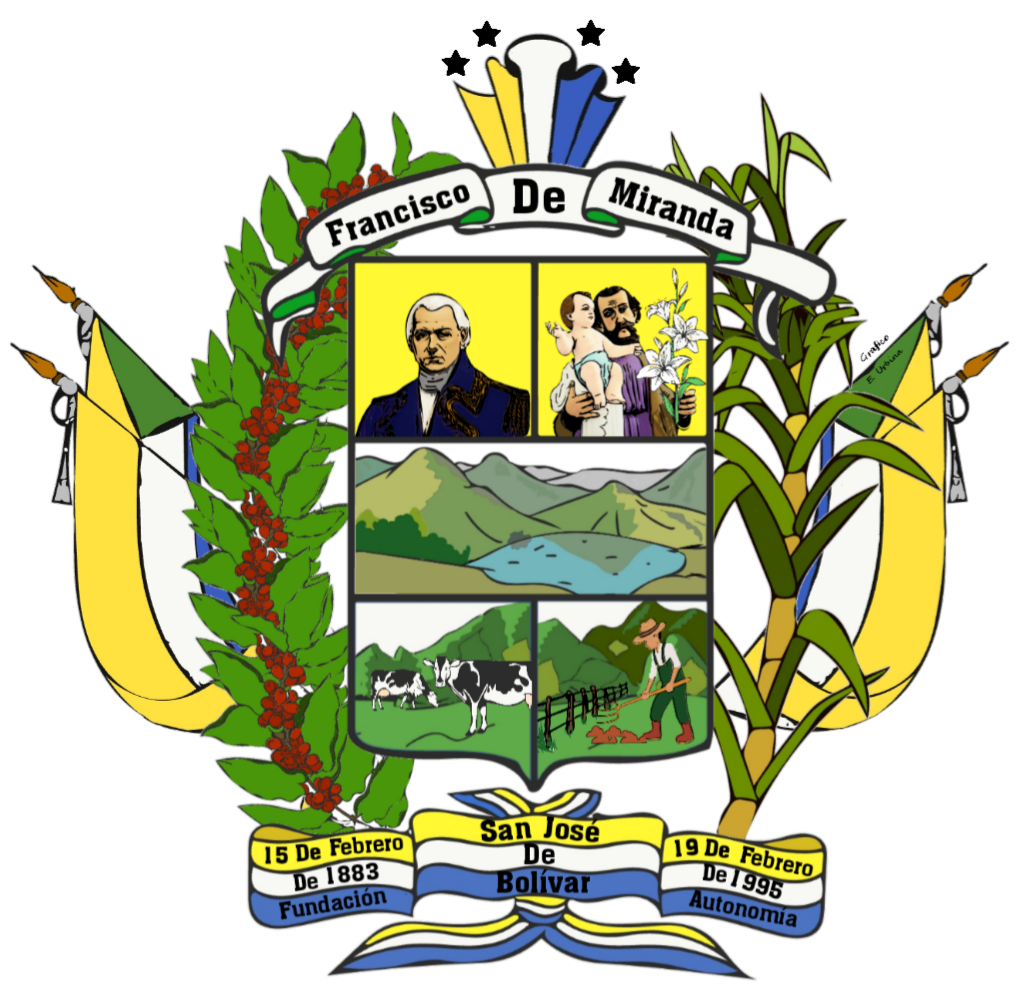
Escudo del Municipio Francisco de Miranda (Estado Táchira)

### Himno
Coro

San José de Bolívar es su nombre

De este pueblo que crece y labora

Trabajar progresar es su lema

Para hacer que produzca la tierra (Bis)

I

Bajo el cielo con  nubes de plata

Se presenta majestuoso el arco,

Centenario cual guardián se planta

Dando entrada a los visitantes

II

El paisaje sus ríos y sus lagunas

Las aldeas laboriosas se ven,

Dios le ha dado a esta villa un tesoro

Porque guarda en su seno un edén.

III

Sus hijos soldados cabales

Que se afanan, estudian y avanzan,

Con Bolívar, San José y Miranda

Tres baluartes para nuestra patria.

Autoría de letra y música

Lic. Andrés E Graterol Rojas

## Política y gobierno

### Alcaldes
| Período     | Alcalde              | Partido político / Alianza | % de votos | Notas |
| ----------- | -------------------- | -------------------------- | ---------- | --- |
| 1995 - 2000 | Jesús Enrique Chacón |                            | -          | Primer alcalde bajo elecciones directas (se realizaron elecciones generales adelantadas en el 2000 debido a la aprobación de la Constitución de 1999) |
| 2000 - 2004 | Lubin Carrero        |                            | 53,01      | Segundo alcalde bajo elecciones directas |
| 2004 - 2008 | Lubin Carrero        |                            | 48,81      | Reelecto |
| 2008 - 2013 | Yordy Sánchez        |                            | 44,47      | Tercer alcalde bajo elecciones directas (se postergan 1 año las elecciones municipales pautadas para finales del 2012)                                |
| 2013 - 2017 | Yordy Sánchez        |                            | 47,17      | Reelecto |
| 2017 - 2021 | Mercedes Rodríguez   |                            | 50,74      | Cuarta alcaldesa bajo elecciones directas |
| 2021 - 2025 | Omar Rojas           |                            | 58,97      | Quinto alcalde bajo elecciones directas |
| 2025 - 2029 | Omar Rojas           |                            |            | Reelecto |

### Concejo municipal
Período 1995 - 2000
| Concejales:          | Partido político / Alianza |
| -------------------- | -------------------------- |
| Argenis Rivas        | COPEI                      |
| Miguel Ángel Ramírez | COPEI                      |
| José Raul Araque     | COPEI                      |
| Ana Escalante        | AD                         |
| Lubin Carrero        | AD                         |

Período 2000 - 2005
| Concejales: | Partido político / Alianza |
| ----------- | -------------------------- |
| '           | AD                         |
| '           | AD                         |
| '           | AD                         |
| '           | COPEI                      |
| '           | MVR                        |

Período 2005 - 2013
| Concejales:          | Partido político / Alianza |
| -------------------- | -------------------------- |
| Alexander Rojas      | AD                         |
| Noel Chacón          | AD                         |
| José Vivas           | AD                         |
| Judith Medina        | AD                         |
| Miguel Angel Ramírez | COPEI                      |

Período 2013 - 2018
| Concejales         | Partido político / Alianza |
| ------------------ | -------------------------- |
| Eli Oscar Mora     | MUD                        |
| Omar Rojas         | MUD                        |
| Giovanny Vivas     | MUD                        |
| Mercedes Rodríguez | MUD                        |
| José García        | EL                         |

Período 2018 - 2021
| Concejales        | Partido político / Alianza |
| ----------------- | -------------------------- |
| Luis Pérez        | COPEI                      |
| Neria Franciscony | COPEI                      |
| Wuilian Vivas     | COPEI                      |
| Omar Rojas        | COPEI                      |
| Luis Chacón       | PSUV                       |

Período 2021 - 2025
| Concejales      | Partido político / Alianza |
| --------------- | -------------------------- |
| Ludy Zambrano   | COPEI                      |
| Lubin Carrero   | COPEI                      |
| Wendy Rojas     | COPEI                      |
| Diana Carrero   | COPEI                      |
| Warter Peñaloza | COPEI                      |